# روسولا أرجوانية داكنة
روسولا أرجوانية داكنة (الاسم العلمي: Russula atropurpurea) هي نوع من الفطريات تتبع جنس الروسولا من الفصيلة الروسولية.